# Bibermühle SH

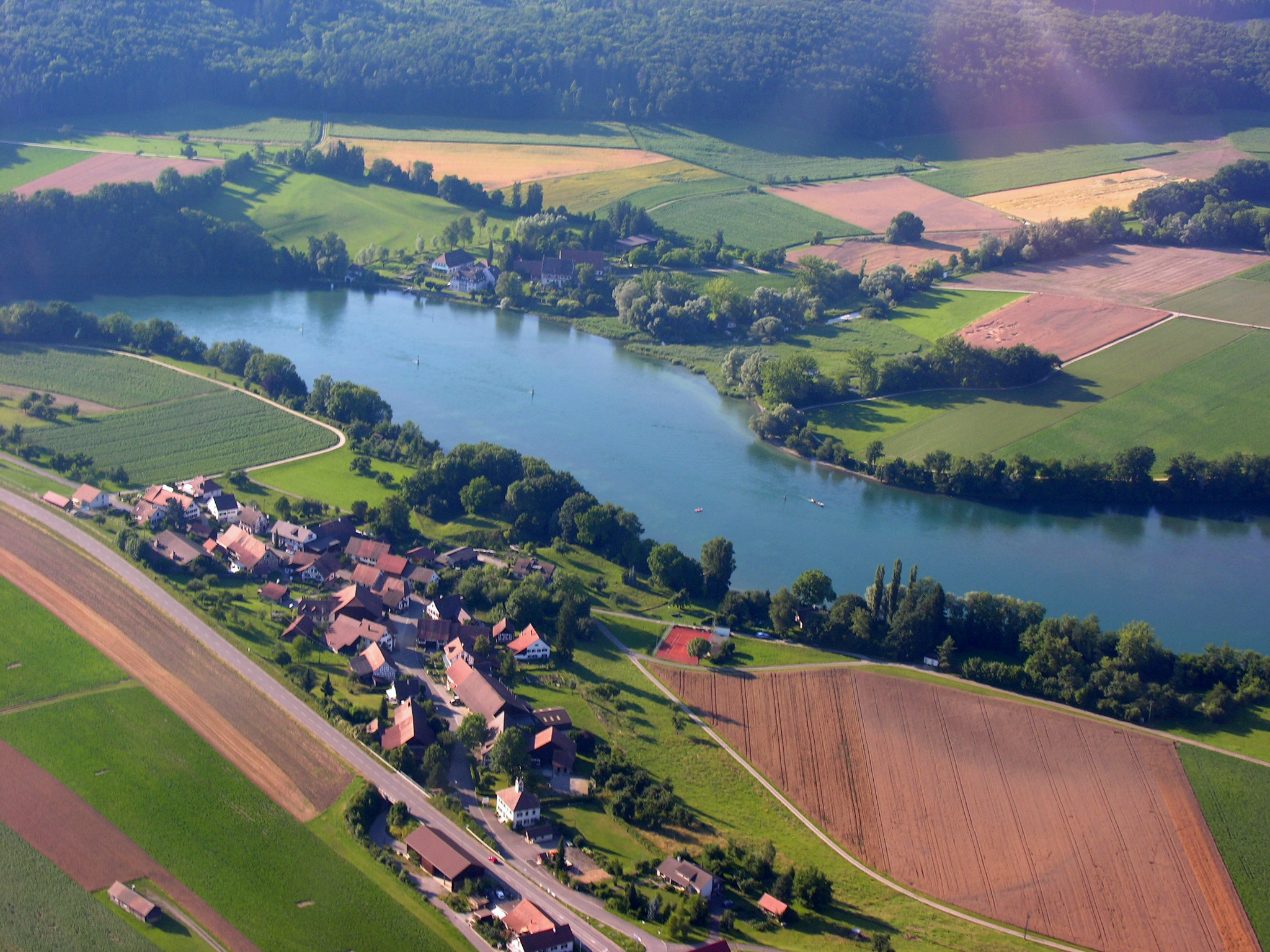
Rheinklingen, Rhein und Bibermühle (hinten)

Die  Bibermühle  ein Weiler in der Gemeinde Ramsen im Kanton Schaffhausen, Schweiz. Dort befindet sich das  gleichnamige (auch als Bibernhofgut bezeichnete) in der Renaissance erbaute schlossartiges Landgut an der Mündung der Biber in den Rhein.

## Geschichte
Das 1528 erbaute Hauptgebäude wurde als Landgut mitsamt dem vermutlich älteren Mühlenbetrieb 1538 von den Herren von Klingenberg an die Stadt Stein am Rhein verkauft. 1875 wurde es aus dem städtischen Besitz an Private verkauft und ist heute Eigentum zweier Familien.

Historisches Luftbild von Werner Friedli von 1954

## Gebäude

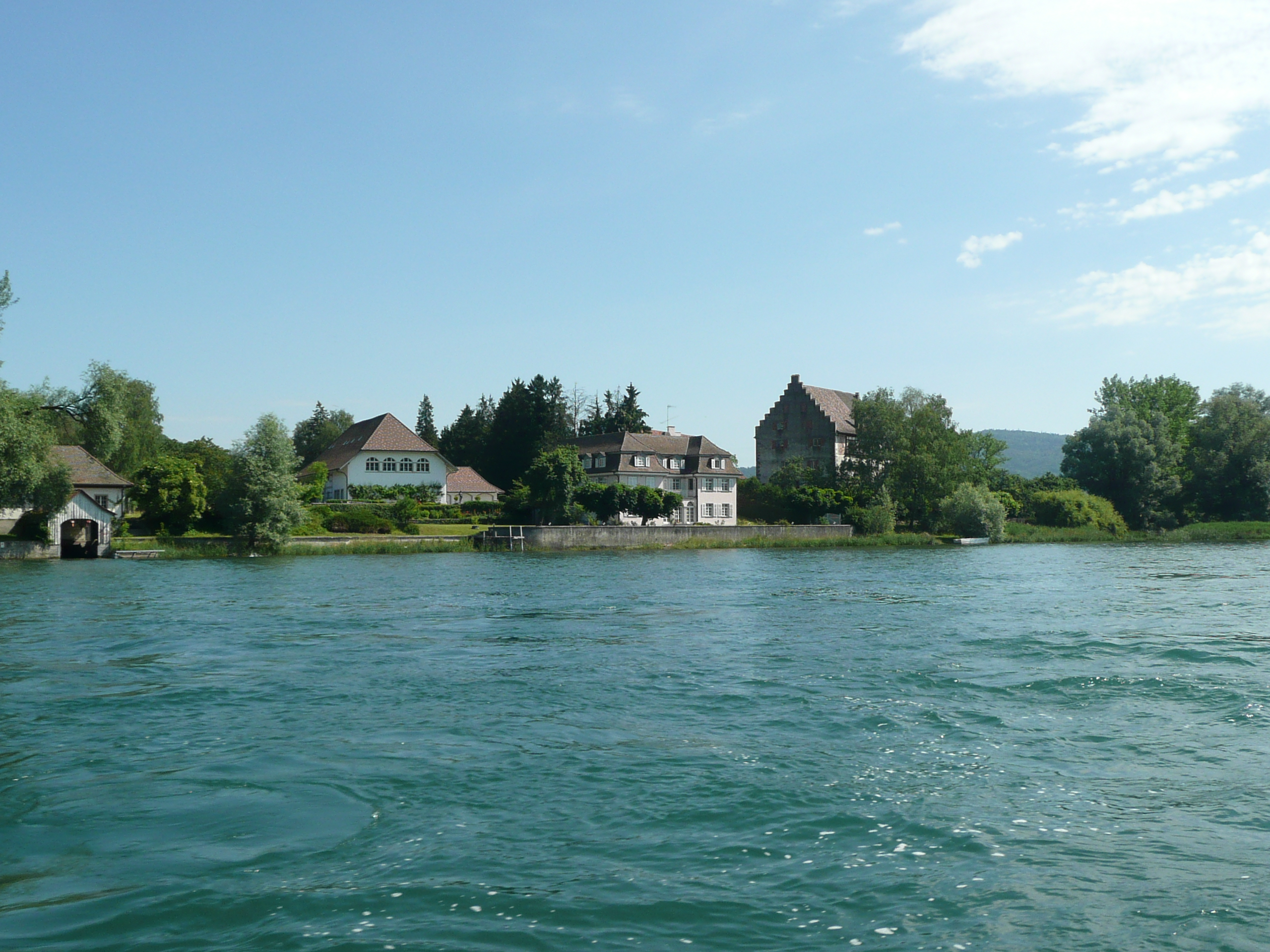
Gebäude der Bibermühle vom Rhein aus gesehen

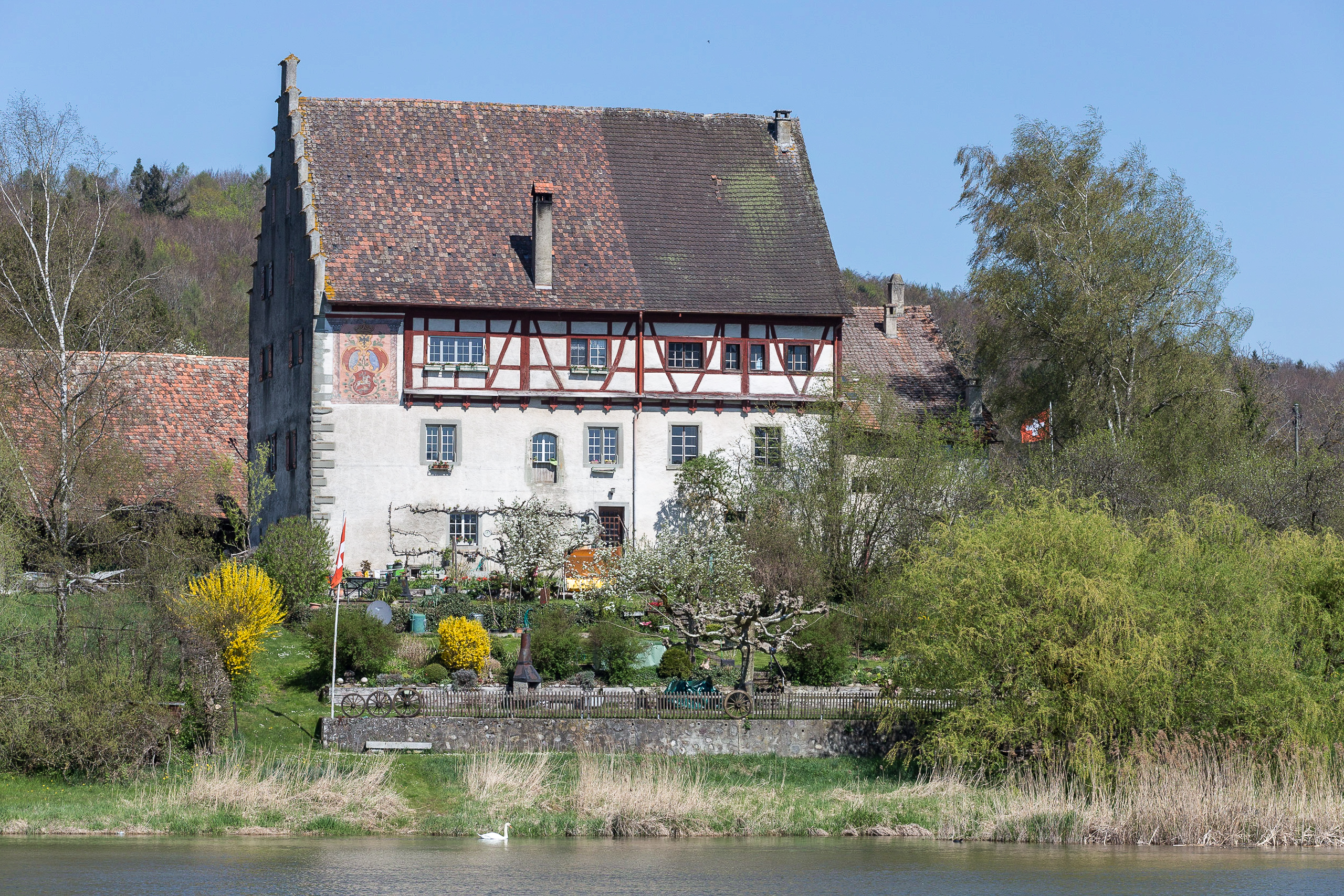
Bibermühle 6 und 4

Das spätgotische Haupthaus trägt über dem Hauptportal die Jahreszahl 1529. Das Gebäude liegt mit seiner Längsachse parallel zum Rhein. Das Erdgeschoss und das erste Stockwerk sind aus Mauerwerk, wobei in den Ecken kräftige, zum Teil gebuckelte Sandsteinquader eingesetzt sind. Das zweite Obergeschoss besteht grösstenteils aus Fachwerk. Hier finden sich in einem Zwischenfeld zwei Steiner Wappenschilde mit einem Reichsadler darüber. Diese Malerei wird dem 16. Jahrhundert zugeschrieben. Die westliche Seite hat einen Treppengiebel, die Ostseite des Satteldaches ist leicht abgewalmt ist.
Nördlich des Haupthauses steht eines von zwei Stall- und Scheunengebäuden, welches 1677 erbaut worden sein muss. Diesen Schluss lässt die Inschrift auf einer Sandsteintafel zu. Der östliche Treppengiebel wurde nach dem Brand von 1920 nicht wieder aufgebaut.
Das Mühlengebäude steht westlich vom Haupthaus und hat ein Satteldach mit beidseitigen Treppengiebeln.
Südlich der Mühle wurde in der zweiten Hälfte des 18. Jahrhunderts ein Mansardenhaus angebaut.
Beim Bau der direkt am Rhein liegenden Sulzerschen Villa im Jahre 1918 durch Albrecht Sulzer wurde das Mansardenhaus stehen gelassen, die neu erbauten Teile der Villa wurden stilistisch und formal diesem aber angepasst, so übernahm man unter anderem die Dachform. Seit 1993 besteht hier das Antiquariat Bibermühle, gegründet von Heribert Tenschert zuvor war sie im Besitz des Unternehmers und Büchersammler Kurt Bösch.
Teile des Ensembles stehen unter Denkmalschutz.